# Vecsés
Vecsés (tyska: Wetschesch) är en stad i provinsen  Pest i Ungern i distriktet med samma namn. Vecsés hade år 2019 21 661 invånare.

## Bilder

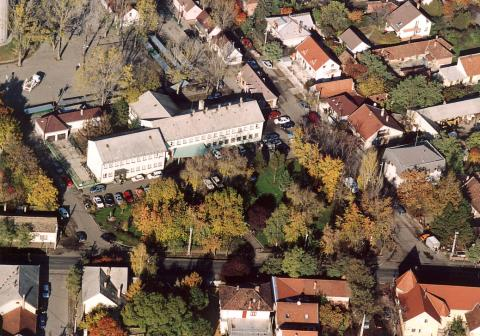
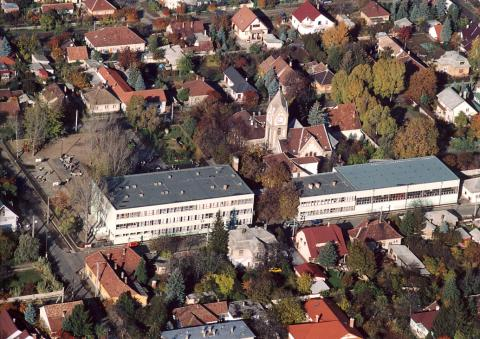
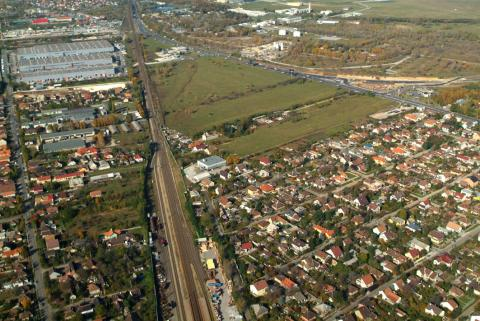
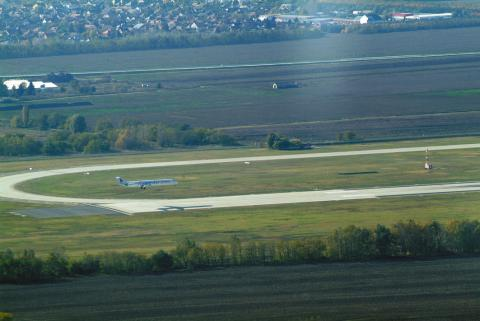